# East Aurora
East Aurora est un village situé au sud-est de Buffalo, au centre du comté d'Érié, dans l'État de New York, aux États-Unis,. En 2010, il comptait une population de 6 236 habitants. Le village est incorporé en 1874,.

## Démographie
Lors du recensement de 2010, le borough comptait une population de 6 236 habitants. Elle est estimée, en 2019, à 6 246 habitants.

## Personnalité
- Millard Fillmore, futur président des États-Unis y ouvrit un cabinet d'avocat.

### Source de la traduction
- (en) Cet article est partiellement ou en totalité issu de l’article de Wikipédia en anglais intitulé « East Aurora, New York » (voir la liste des auteurs).